# Christian Wilhelm Schultz-Lorentzen
Christian Wilhelm Schultz-Lorentzen (* 14. November 1873 in Tyrstrup als Christian Wilhelm Schultz Lorentzen; † 23. März 1951 in Hellerup) war ein dänischer Missionar in Grönland, Pastor, Propst, Eskimologe, Autor, Kirchenlieddichter, Bibelübersetzer und Hochschulleiter.

## Leben
Christian Wilhelm Schultz-Lorentzen war der Sohn des Malermeisters Frederik Otto Lorentzen (1845–1904) und seiner Frau Hedvig Cathrine Schultz (1853–1909). Er wurde im damals preußischen Nordschleswig geboren und besuchte die Schule in Haderslev, die er 1891 abschloss. Anschließend studierte er bis 1897 Theologie an der Universität Kopenhagen. Ab 1894 studierte er auch am Grönländischen Seminar in Kopenhagen. 1898 wurde er nach Grönland ausgesandt, wo er in Nuuk als ordinierter Helfer und Lehrer an Grønlands Seminarium tätig war. Nur ein Jahr später wurde er zum Missionar von Aasiaat ernannt. 1901 kehrte er nach Nuuk zurück, wo er Missionar und Leiter des Seminariums wurde. 1905 wurde er Erster Pastor der Kolonie und ein Jahr später wurde er zum Propst Grönlands ernannt. 1910 gab er das Amt des Seminariumsleiters ab. 1912 kehrte er nach Dänemark zurück und wurde Pastor im Vor Frelsers Sogn (Vor Frelsers Kirke) in Kopenhagen. 1933 wurde er zudem Propst von Københavns Søndre Provsti.
Christian Wilhelm Schultz-Lorentzen war äußerst sprachbegabt und sprach die grönländische Sprache so fließend wie kaum ein anderer Däne. Von 1918 bis 1948 war er Lektor des Grönländischen und damit auch Berater von Grønlands Styrelse in Kirchen- und Schulangelegenheiten. Er setzte sich für mehr politische Selbstverantwortung der Grönländer ein und stärkte die Forstanderskaberne. Unter ihm erhielt das Seminarium sein Hauptgebäude, das erste große Bauwerk Grönlands. Er ist hauptverantwortlich für das Gesetz über die grönländische Kirche und Schule von 1905, das entscheidend die Bildungsgeschichte Grönlands beeinflusste. Ab 1920 war er Mitglied in der Grønlandskommission, aus dem die Administrationsreform Grönlands von 1925 hervorging. Er schrieb mehrere Werke zur grönländischen Sprache und zur Kultur der Grönländer, wissenschaftliche Aufsätze und Lehrbücher für den Seminariumsunterricht und war zudem als Übersetzer des Neuen Testaments und als Psalmendichter tätig.
Er war seit dem 12. Mai 1898 mit Sophie Nicoline Christensen (1872–1967) verheiratet, Tochter des Schreiners Mads Christensen (1834–1879) und seiner Frau Elsine Mogensen (1833–1900). Er ist der Stammvater der in Grönland tätigen dänischen Familie Schultz-Lorentzen. Sein Sohn war der Propst Henning Schultz-Lorentzen (1901–1995) und sein Enkel der Lehrer Helge Schultz-Lorentzen (1926–2001).
1921 wurde er zum Ritter des Dannebrogordens ernannt und 1932 zum Dannebrogsmand. 1947 wurde er Kommandeur. Christian Wilhelm Schultz-Lorentzen starb 1951 im Alter von 77 Jahren in Hellerup und liegt auf dem Vor Frelsers Kirkegård in Kopenhagen begraben.

## Werke (Auswahl)
- 1902: Missionen i Vestgrønland („Die Mission in Westgrönland“)
- 1904: Kalâtdlit oĸausînik oĸausilerissutit („Grammatik der grönländischen Sprache“)
  - 1929: 2. Auflage
  - 1947: 3. Auflage
- 1904: Eskimoernes Indvandring i Grønland („Die Einwanderung der Eskimos nach Grönland“, Meddelelser om Grønland 26)
- 1909: Grønland under Krigen 1807–14 („Grönland während des Kriegs 1807–1814“)
- 1910: K'avdlunâtsiainik kalâtdlit nunãnĩkaluartunik („Von den Nordmännern, die einmal im Land der Grönländer waren“)
  - 1931: 2. Auflage
- 1912: Ajoĸersûtit mêrĸanut ilíniutigssat („Glaubenslehre, Lehrbuch für Kinder“)
  - 1935: 2. Auflage
  - 1946: 3. Auflage
- 1921: Fra Mission til Kirke („Von Mission zu Kirche“)
- 1923: Otto Fabricius og den grønlandske mission („Otto Fabricius und die grönländische Mission“, Meddelelser om Grønland)
- 1926: Den grønlandske Ordbog („Das grönländische Wörterbuch“)
  - 1974/80: 2. Auflage
  - 1927: Dictionary of the West-Greenland Eskimo („Wörterbuch des Westgrönland-Eskimo“)
    - 1967: 2. Auflage
- 1927: Testamentitâmik sujuleĸutit („Vorwort des Neuen Testaments“)
- 1928/29: Intellectual culture of the Greenlanders („Intellektuelle Kultur der Grönländer“, Greenland I–III)
  - 1951: Det grønlandske folk og folkesind („Das grönländische Volk und Volksgeist“)
- 1930: Det vestgrønlandske Sprog i grammatisk Fremstilling („Die westgrönländische Sprache in grammatischer Darstellung“)
  - 1951: 2. Auflage
  - 1969: 3. Auflage
- 1939: Undervisning i grønlandsk („Unterricht im Grönländischen“)
  - 1952: 2. Auflage
- 1945: A Grammar of the West Greenland language („Eine Grammatik der Westgrönländischen Sprache“)
  - 1967: 2. Auflage